# Cristo in pietà sorretto da due angeli (Mantegna)
Cristo in pietà sorretto da due angeli è un dipinto tempera su tavola (78 × 48 cm) di Andrea Mantegna, databile al 1488-1500 circa e conservato nello Statens Museum for Kunst di Copenaghen.

## Storia
L'opera viene in genere attribuita al periodo romano dell'artista, per le affinità con la Madonna delle cave, ma altri hanno proposto una datazione leggermente successiva, al decennio 1490-1500.
L'opera, citata nell'inventario Gonzaga del 1627, apparteneva al cardinale Silvio Valenti Gonzaga, quando nel 1763 entrò nelle collezioni reali danesi, nucleo originario del museo di Copenaghen.

## Descrizione e stile
Il dipinto, firmato in basso a destra sul bordo della base marmorea, affronta in maniera del tutto originale il tema della pietà. Cristo si leva sul lato breve di un sarcofago classico finemente scolpito ed è mostrato a figura intera con le mani aperte per mostrare tutte le ferite della crocifissione. Il suo corpo, avvolto da un drappo magnificamente chiaroscurato con colori freddi e metallici, è sorretto da due angeli inginocchiati su un sarcofago, un serafino e un cherubino. Il coperchio della tomba si intravede a sinistra, mentre lo sfondo è occupato da un lontano paesaggio nella luce del tramonto. A destra si vedono il Golgota e una cava dove alcuni scalpellini sono intenti a lavorare una lastra, un fusto di colonna e una statua; altri due operai si vedono nella grotta, rischiarati da una luce interna; a sinistra si vedono campi con pastori e greggi e una città murata (Gerusalemme) all'ombra di uno sperone roccioso. Sul sentiero si vedono due pie donne che stanno recandosi al sepolcro.
Le figure principali sono caratterizzate da volti contratti e angosciati, il cui dolore è amplificato dalle linee spezzate della composizione. Si tratta di una scioltezza espressiva piuttosto nuova nell'autore, che rompe i modi statici e solenni della Camera degli Sposi in favore di "un'energia gridata quasi con acredine".